# زبان‌های ایتالی
زبان‌های ایتالی(به انگلیسی:Italic languages) زیرشاخه‌ای از زبان‌های هندواروپایی است که عمدتاً توسط ایتالی‌تبارها تکلم می‌شود. این خانواده جزو خانواده سنتوم می‌باشد.
زبان‌های ایتالی دربرگیرندهٔ زبان‌های رومی مانند ایتالیایی، اسپانیایی، پرتغالی و فرانسوی و همچنین زبان‌های مردهٔ شبه‌جزیره ایتالیا مانند لاتین، اومبری و اوسکی می‌باشند.
زبان‌های ایتالی با داشتن بیش از ۸۰۰ میلیون گویشور، پس از زبان‌های هندوایرانی دومین شاخه پرجمعیت زبان‌های هندواروپایی است.

## دگرگونی‌های آوایی
دگرگونی‌های آوایی از زبان نیاهندواروپایی به زبان نیا-ایتالی چنین است:
- آمیزش آوای کامی با ملازی:
  - ḱ> k
  - ǵʱ> ɡʱ
  - ǵ> ɡ
- لبی و ملازی صدادار ناکامل تلفظ می‌شود:
  - ɡʱʷ> ɡʱ
  - ɡʷ> ɡ / w
- حلقی صدادار در آغاز بی‌صدا و سپس سایشی می‌شود:
  - bʱ> pʰ> ɸ> f
  - dʱ> tʰ> θ
  - ɡʱ> kʰ> x
- s> θ (تنها پیش از r، در جای دیگر رخ نمی‌دهد)
- m n l r w b d ɡ p t k kʷ تغییر نمی‌کنند.

این فرگشت‌های آوایی در هر زبان ایتالی به گونهٔ مستقل و جداگانه رخ داده برای نمونه در لاتین در میان واکه‌ها داریم: f> b و θ> f.
از دگرگونی‌های بی‌قاعده می‌توان از تبدیل p به kʷ نام‌برد. برای نمونه در زبان نیاهندواروپایی عدد پنج را *penkʷe بوده که در لاتین شده است quinque، یا پُختن در نیاهندواروپایی *-pekʷ بوده که در لاتین coquere شده است.

## شاخه‌ها
شاخه ایتالی خود به دو زیرشاخه بخش می‌شوند و این زیرشاخه‌ها نیز به زیرشاخه‌هایی که در پی می‌آید:
- زبان‌های اوسکواومبری:
  - زبان اوسکی که در جنوب مرکزی شبه‌جزیرهٔ ایتالیا گویشور داشته است.
  - گروه اومبری:
    - زبان اومبری منقرض شده
    - زبان ولسکی
    - زبان ایکویی
    - زبان مارسیایی

  - زبان پیسن جنوبی در خاوری مرکزی ایتالیا گویشور داشته است.
- زبان‌های لاتین-فالیسکی:
  - زبان فالیسکی
  - زبان لاتین
    - زبان‌های رومی (از تبار زبان لاتین هستند)

## پیشینه
ایتالی‌زبان‌ها در هزارهٔ دوم پیش از میلاد به شبه‌جزیرهٔ ایتالیا درآمدند و می‌نماید که با قبیله‌های سلتی در اروپای باختری دارای رابطه بودند. پیش از درآمدن هندواروپاییان ایتالیا ساکنان دیگری داشته که به احتمال ناهندواروپایی بودند و شاید اتروسکی‌ها از تبار ایشان بوده‌اند.
از سده ۷ (پیش از میلاد) زبان‌های اومبری و فالیسکی دارای سامانهٔ نوشتاری بوده‌اند که از الفبای ایتالیک باستانی گرفته شده‌بود. زبان‌های ایتالیک تأثیر اندکی از زبان اتروسکی و زبان‌های یونان باستان گرفته‌اند.